# Liste der Monuments historiques in Presles (Val-d’Oise)
Die Liste der Monuments historiques in Presles (Val-d’Oise) führt die Monuments historiques in der französischen Gemeinde Presles auf.

## Liste der Bauwerke
| Bezeichnung                   | Beschreibung | Standort | Kennzeichnung | Schutzstatus | Datum | Bild           |
| ----------------------------- | ------------ | -------- | ------------- | ------------ | ----- | -------------- |
| Allée couverte Le Blanc Val   |              | (Lage)   | PA00080175    | Classé       | 1951  | weitere Bilder |
| Dolmen de la Pierre Plate     |              | (Lage)   | PA00080176    | Classé       | 1932  | weitere Bilder |
| Kirche St-Germain-l'Auxerrois |              | (Lage)   | PA00080177    | Inscrit      | 1926  | weitere Bilder |

## Liste der Objekte

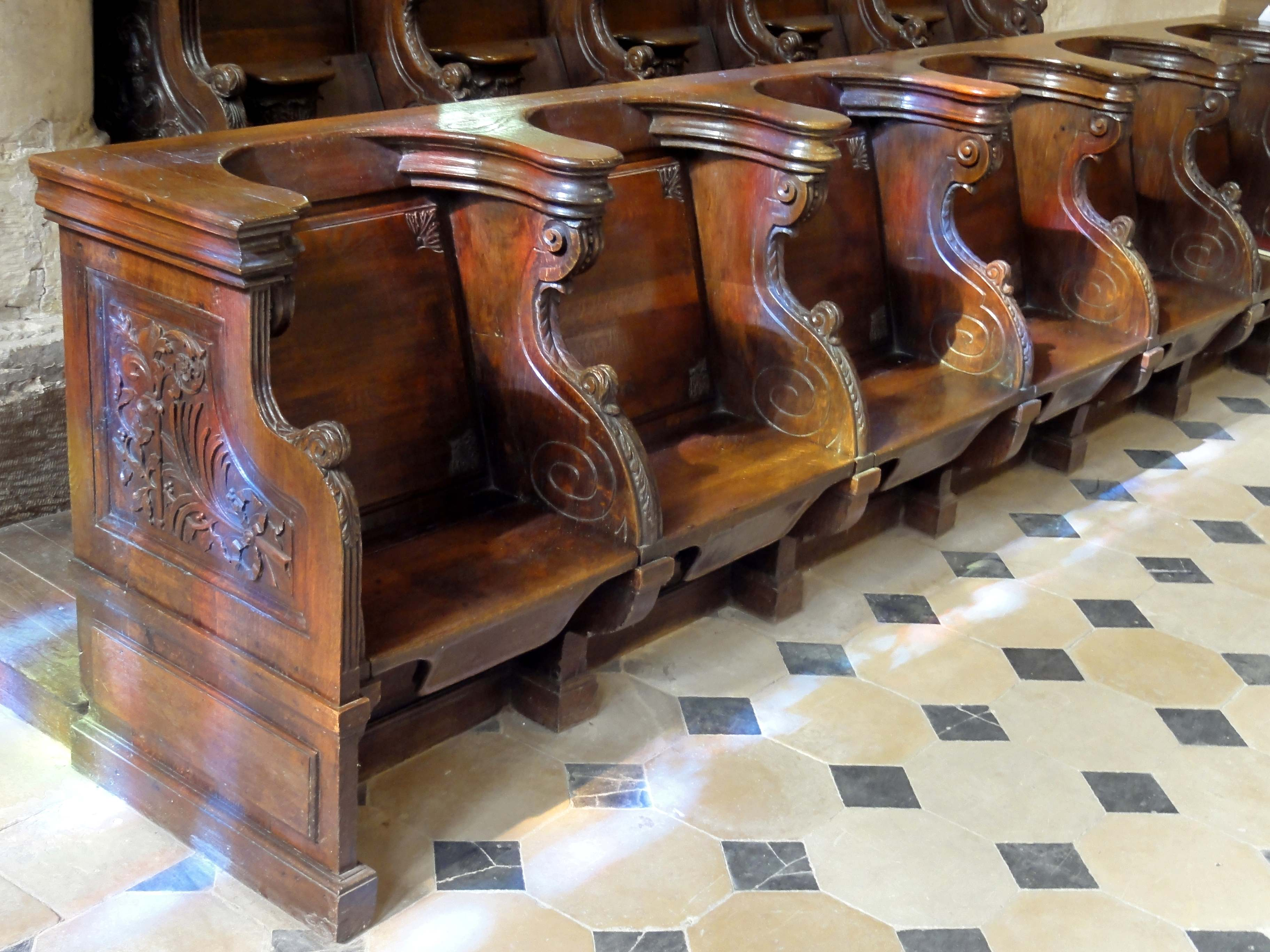
Chorgestühl aus dem 16./17. Jahrhundert in der Kirche St-Germain-l'Auxerrois

- Monuments historiques (Objekte) in Presles in der Base Palissy des französischen Kultusministeriums